# Pro Patria et Libertate Sezione Calcio 1961-1962
Questa pagina raccoglie le informazioni riguardanti la Pro Patria et Libertate Sezione Calcio nelle competizioni ufficiali della stagione 1961-1962.

## Stagione
Nella Stagione 1961-1962 la Pro Patria disputa il campionato di Serie B, un torneo a 20 squadre con tre promozioni e tre retrocessioni, con 41 punti in classifica si piazza in sesta posizione. Salgono in Serie A il Genoa con 54 punti, Napoli e Modena con 43 punti. Retrocedono la Reggiana ed il Prato con 32 punti ed il Novara con 30 punti, ma penalizzato di sei punti per un illecito.
Per la squadra bustocca è stata una buona stagione, la tifoseria biancoblù è ritornata numerosa come ai bei tempi, l'allenatore Pietro Magni chiede ed ottiene l'attaccante Carlo Regalia dal Simmenthal Monza e l'interno Renzo Rovatti dal Lecco, il complesso gira bene, rifila quattro pappine alla Lazio, ai primi di maggio paventa sogni di gloria, vanificati dalla sconfitta interna (0-1) contro il Messina dell'ex Giampiero Calloni alla penultima giornata del torneo. Si chiude la stagione con un discreto sesto posto. Miglior marcatore stagionale Enrico Muzzio con 10 reti. In Coppa Italia subito fuori dal torneo con la sconfitta di Verona (2-0).

## Rosa
| N. |                   | Ruolo | Calciatore         |
| -- | ----------------- | ----- | ------------------ |
|    | Italia (bandiera) | D     | Giancarlo Amadeo   |
|    | Italia (bandiera) | A     | Aldo Bernasconi    |
|    | Italia (bandiera) | C     | Natale Borsani     |
|    | Italia (bandiera) | C     | Vittorino Calloni  |
|    | Italia (bandiera) | D     | Danilo Colombo     |
|    | Italia (bandiera) | C     | Adelio Crespi      |
|    | Italia (bandiera) | P     | Luigi Della Vedova |
|    | Italia (bandiera) | A     | Mauro Maltinti     |
|    | Italia (bandiera) | A     | Angelo Meraviglia  |
|    | Italia (bandiera) | A     | Enrico Muzzio      |

| N. |                   | Ruolo | Calciatore           |
| -- | ----------------- | ----- | -------------------- |
|    | Italia (bandiera) | A     | Abbondanzio Pagani   |
|    | Italia (bandiera) | P     | Umberto Provasi      |
|    | Italia (bandiera) | C     | Carlo Regalia        |
|    | Italia (bandiera) | C     | Angelo Rimoldi       |
|    | Italia (bandiera) | C     | Franco Rondanini     |
|    | Italia (bandiera) | A     | Renzo Rovatti        |
|    | Italia (bandiera) | C     | Paolo Signorelli     |
|    | Italia (bandiera) | D     | Giuseppe Taglioretti |
|    | Italia (bandiera) | C     | Guido Zagano         |

## Risultati

### Serie B

#### Girone di andata
| Arbitro: | Cotugno (Civitavecchia) |

|  |           |                                  |
|  | Marcatori | 13’ Catalani 37’ Volpi 62’ Merlo |

| Arbitro: | D'Agostini (Roma) |

|              |           |            |
| Bonacchi 71’ | Marcatori | 82’ Crespi |

| Arbitro: | Rancher (Roma) |

|             |           |            |
| Bagnoli 85’ | Marcatori | 46’ Muzzio |

| Arbitro: | Bernardis (Trieste) |

|                              |           |            |
| Muzzio 13’ Crespi 59’ (rig.) | Marcatori | 6’ Taccola |

| Arbitro: | Carminati (Milano) |

|  |           |                                                       |
|  | Marcatori | 51’ (aut.) Ghioni 53’ Maltinti 71’ Regalia 74’ Muzzio |

| Arbitro: | Ferrari (Milano) |

|            |           |  |
| Muzzio 76’ | Marcatori |  |

| Arbitro: | Rancher (Roma) |

|                        |           |              |
| Ruggeri 11’ Spanio 68’ | Marcatori | 59’ Maltinti |

| Arbitro: | Gioggi (Roma) |

|               |           |  |
| Rondanini 75’ | Marcatori |  |

| Arbitro: | Leita (Udine) |

|                                        |           |                          |
| Gratton 4’ Francescon 38’ Mannucci 49’ | Marcatori | 70’ Pagani 79’ Rondanini |

| Arbitro: | De Robbio (Torre Annunziata) |

|  |           |              |
|  | Marcatori | 78’ Leonardi |

| Arbitro: | Monti (Ancona) |

|  |           |                |
|  | Marcatori | 14’ Maschietto |

| Arbitro: | Marchese (Napoli) |

|               |           |                       |
| Rumignani 24’ | Marcatori | 35’ Pagani 41’ Muzzio |

| Arbitro: | Politano (Cuneo) |

|  |           |                        |
|  | Marcatori | 76’ Rovatti 86’ Muzzio |

| Arbitro: | Cataldo (Reggio Calabria) |

|                            |           |             |
| Meraviglia 11’ Calloni 76’ | Marcatori | 22’ Corelli |

| Arbitro: | Ferrari (Milano) |

|                             |           |  |
| Stefanini II 76’ Govoni 85’ | Marcatori |  |

| Arbitro: | Genel (Trieste) |

|                         |           |                                    |
| Muzzio 10’ Maltinti 44’ | Marcatori | 38’ (rig.) Bean 46’ (aut.) Rimoldi |

| Alessandria 7 gennaio 1962 17ª giornata | Alessandria      | 0 – 0 | Pro Patria | Stadio Giuseppe Moccagatta\| Arbitro: \| Samani (Trieste) \| |
| Arbitro:                                | Samani (Trieste) |       |            |                                                              |

| Messina 14 gennaio 1962 18ª giornata | Messina            | 0 – 0 | Pro Patria | Stadio Giovanni Celeste\| Arbitro: \| Angelini (Firenze) \| |
| Arbitro:                             | Angelini (Firenze) |       |            |                                                             |

| Busto Arsizio 21 gennaio 1962 19ª giornata | Pro Patria        | 0 – 0 | Cosenza | Stadio Comunale\| Arbitro: \| Palazzo (Palermo) \| |
| Arbitro:                                   | Palazzo (Palermo) |       |         |                                                    |

#### Girone di ritorno
| Arbitro: | De Robbio (Torre Annunziata) |

|             |           |                |
| Greatti 80’ | Marcatori | 13’ Meraviglia |

| Arbitro: | Babini (Ravenna) |

|             |           |  |
| Rovatti 57’ | Marcatori |  |

| Busto Arsizio 11 febbraio 1962 22ª giornata | Pro Patria       | 0 – 0 | Catanzaro | Stadio Comunale\| Arbitro: \| Cirone (Palermo) \| |
| Arbitro:                                    | Cirone (Palermo) |       |           |                                                   |

| Arbitro: | Trezza (Verona) |

|           |           |  |
| Cella 73’ | Marcatori |  |

| Arbitro: | Ferrari (Milano) |

|                               |           |                     |
| Crespi 29’ (rig.) Regalia 47’ | Marcatori | 32’, 88’ Traspedini |

| Arbitro: | Politano (Cuneo) |

|                      |           |  |
| Baffi 5’ Recagno 79’ | Marcatori |  |

| Arbitro: | Francescon (Padova) |

|                        |           |  |
| Crespi 39’ Regalia 65’ | Marcatori |  |

| Novara 18 marzo 1962 27ª giornata | Novara        | 0 – 0 | Pro Patria | Stadio Comunale\| Arbitro: \| Leita (Udine) \| |
| Arbitro:                          | Leita (Udine) |       |            |                                                |

| Arbitro: | Rancher (Roma) |

|  |           |                |
|  | Marcatori | 69’ Francescon |

| Arbitro: | Annoscia (Bari) |

|             |           |                 |
| Giorgis 63’ | Marcatori | 19’, 60’ Pagani |

| Arbitro: | Righetti (Torino) |

|  |           |            |
|  | Marcatori | 35’ Pagani |

| Arbitro: | Politano (Cuneo) |

|                 |           |            |
| Muzzio 17’, 43’ | Marcatori | 40’ Nicchi |

| Arbitro: | Gambarotta (Genova) |

|                                        |           |              |
| Regalia 9’ Rovatti 45’, 83’ Pagani 85’ | Marcatori | 48’ Bizzarri |

| Arbitro: | Lo Bello (Siracusa) |

|                                          |           |  |
| Fraschini 2’, 65’ Ronzon 25’ Fanello 75’ | Marcatori |  |

| Arbitro: | Grignani (Milano) |

|                 |           |  |
| Pagani 31’, 57’ | Marcatori |  |

| Arbitro: | Di Tonno (Lecce) |

|                       |           |                       |
| Galli 39’ Firmani 54’ | Marcatori | 23’ Muzzio 84’ Pagani |

| Arbitro: | Angelini (Firenze) |

|                        |           |  |
| Crespi 84’ Regalia 88’ | Marcatori |  |

| Arbitro: | Cataldo (Reggio Calabria) |

|  |           |              |
|  | Marcatori | 4’ Carminati |

| Arbitro: | Gambarotta (Genova) |

|                     |           |             |
| Lenzi 43’ Costa 44’ | Marcatori | 12’ Rovatti |

### Coppa Italia
| Arbitro: | Gioggi (Roma) |

|                      |           |  |
| Savoia 3’ Maioli 67’ | Marcatori |  |

## Statistiche

### Statistiche di squadra
| Competizione | Punti | In casa | In casa | In casa | In casa | In casa | In casa | In trasferta | In trasferta | In trasferta | In trasferta | In trasferta | In trasferta | Totale | Totale | Totale | Totale | Totale | Totale | DR |
| Competizione | Punti | G       | V       | N       | P       | Gf      | Gs      | G            | V            | N            | P            | Gf           | Gs           | G      | V      | N      | P      | Gf     | Gs     | DR |
| ------------ | ----- | ------- | ------- | ------- | ------- | ------- | ------- | ------------ | ------------ | ------------ | ------------ | ------------ | ------------ | ------ | ------ | ------ | ------ | ------ | ------ | -- |
| Serie B      | 41    | 19      | 10      | 4       | 5       | 23      | 15      | 19           | 5            | 7            | 7            | 20           | 23           | 38     | 15     | 11     | 12     | 43     | 38     | +5 |
| Coppa Italia |       | -       | -       | -       | -       | -       | -       | 1            | 0            | 0            | 1            | 0            | 2            | 1      | 0      | 0      | 1      | 0      | 2      | -2 |
| Totale       |       | 19      | 10      | 4       | 5       | 23      | 15      | 20           | 5            | 7            | 8            | 20           | 25           | 39     | 15     | 11     | 13     | 43     | 40     | +3 |

### Statistiche dei giocatori
| Giocatore       | Serie B  | Serie B | Coppa Italia | Coppa Italia | Totale   | Totale |
| Giocatore       | Presenze | Reti    | Presenze     | Reti         | Presenze | Reti   |
| --------------- | -------- | ------- | ------------ | ------------ | -------- | ------ |
| G. Amadeo       | 38       | 0       | 1            | 0            | 39       | 0      |
| A. Bernasconi   | 6        | 0       | 1            | 0            | 7        | 0      |
| N. Borsani      | 2        | 0       | -            | -            | 2        | 0      |
| V. Calloni      | 24       | 1       | 1            | 0            | 25       | 1      |
| D. Colombo      | 6        | 0       | -            | -            | 6        | 0      |
| A. Crespi       | 25       | 5       | 1            | 0            | 26       | 5      |
| L. Della Vedova | 37       | -35     | -            | -            | 37       | -35    |
| M. Maltinti     | 16       | 3       | 1            | 0            | 17       | 3      |
| A. Meraviglia   | 19       | 2       | -            | -            | 19       | 2      |
| E. Muzzio       | 30       | 10      | 1            | 0            | 31       | 10     |
| A. Pagani       | 30       | 9       | 1            | 0            | 31       | 9      |
| U. Provasi      | 1        | -3      | 1            | -2           | 2        | -5     |
| C. Regalia      | 28       | 5       | 1            | 0            | 29       | 5      |
| A. Rimoldi      | 29       | 0       | 1            | 0            | 30       | 0      |
| F. Rondanini    | 26       | 2       | -            | -            | 26       | 2      |
| R. Rovatti      | 31       | 5       | -            | -            | 31       | 5      |
| P. Signorelli   | 18       | 0       | -            | -            | 18       | 0      |
| G. Taglioretti  | 32       | 0       | 1            | 0            | 33       | 0      |
| G. Zagano       | 20       | 0       | 1            | 0            | 21       | 0      |